# Grand-Place de Termonde
La Grand-Place (en néerlandais : Grote Markt) est la place centrale et le cœur historique de la ville belge de Termonde, dans la province de Flandre-Orientale.
Classée comme site et comme monument, et libérée du trafic routier, la Grand-Place est un endroit très agréable, accueillant de nombreuses terrasses.

## Historique
Au Moyen Âge, la place du marché était située devant le château, résidence des seigneurs de Termonde qui se dressait sur une île sur la Dendre,.
Elle a probablement été créée à la même époque que le château, ce qui fait remonter ce lieu historique au moins au XIe siècle.
C'est alors la basse-cour du château des seigneurs de Dendermonde, entourée par un fossé dont le tracé se devine encore dans la courbe faite par la rangée de maisons située à l'ouest.
Dès le XIVe siècle, la place est un lieu central où les proclamations des autorités communalles et nationales sont publiées et où la justice est rendue. Les principales fonctions administratives, juridiques et commerciales, dont l'Hôtel de ville (Stadhuis) et la Halle aux viandes (Vleeshuis) sont encore les témoins, sont regroupées autour de la place du marché.
Il est fait mention de la Halle aux viandes de Termonde dès 1293.
Une Halle aux draps est construite vers 1350 en style gothique de l'autre côté de la place,, un beffroi de près de quarante mètres de haut est érigé en 1378 à côté de la halle aux draps,. Après le pillage de la ville par les Gantois en 1380, le bâtiment est agrandi en 1394-1405 et se voit doté d'une aile supplémentaire à droite du beffroi ,,.
Au cours des siècles, la place marché reste un important centre administratif, juridique et commercial et elle abrite de nombreuses auberges ainsi que les habitations des familles aisées.
Le niveau du sol de la place du marché était assez bas, et en 1546, il est décidé de le relever considérablement : du sable est importé de Grembergen et il est fait appel à des paveurs gantois.
Au début de la Première Guerre mondiale, en septembre 1914, toutes les maisons du côté nord de la place, entre l'Hôtel de ville et la Halle aux viandes sont incendiées par les Allemands,. Ces maisons sont entièrement reconstruites en 1921 par les architectes municipaux Alexis Sterck et Fernand De Ruddere en style néo-baroque, pour conserver l'aspect historique de la place,.
En 2003-2004, la Grand-Place a été redessinée avec la collaboration des artistes Harold Van de Perre et Walter Brems : les autorités en profitent pour effectuer des fouilles archéologiques.

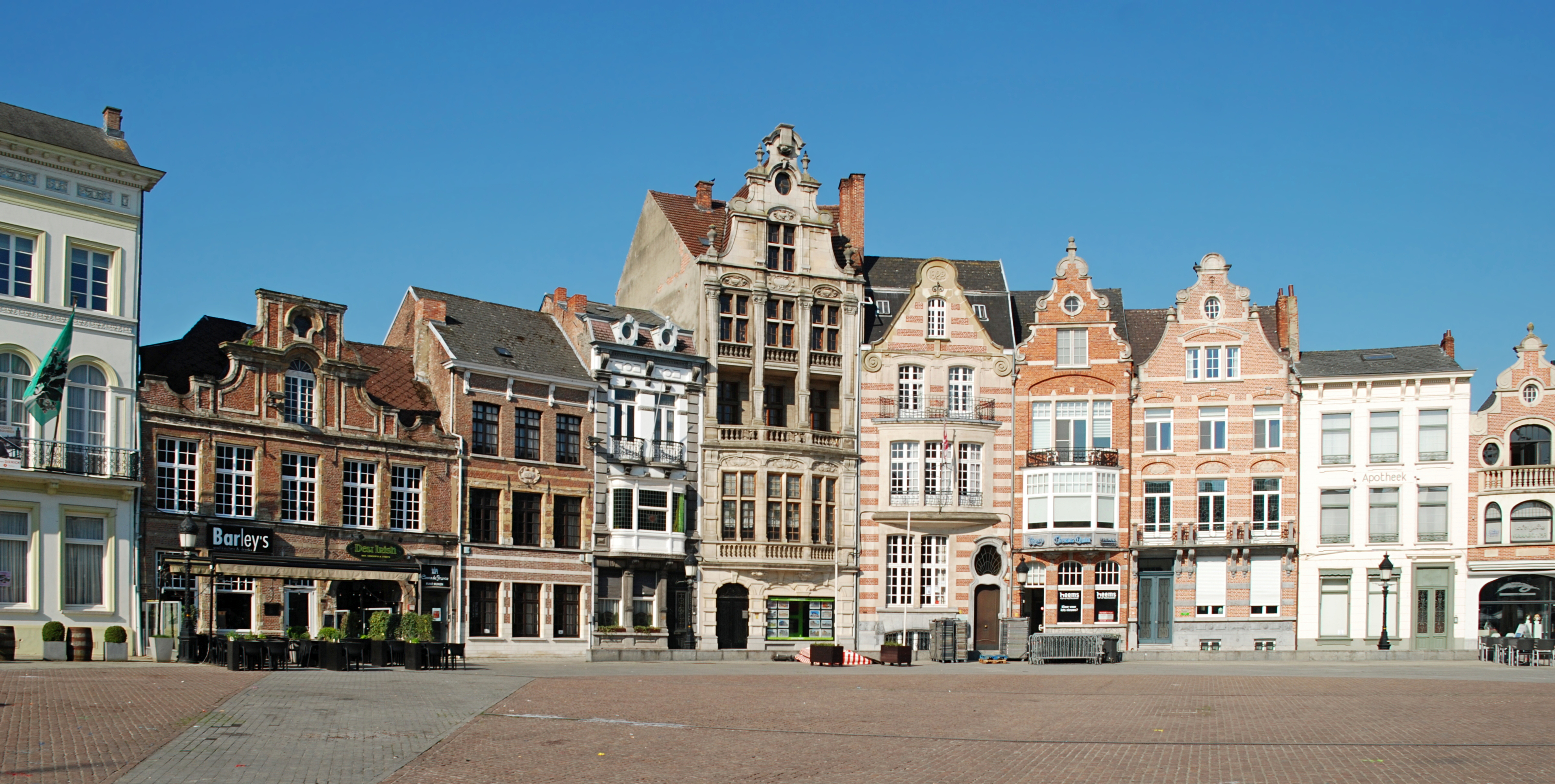
Le côté ouest.
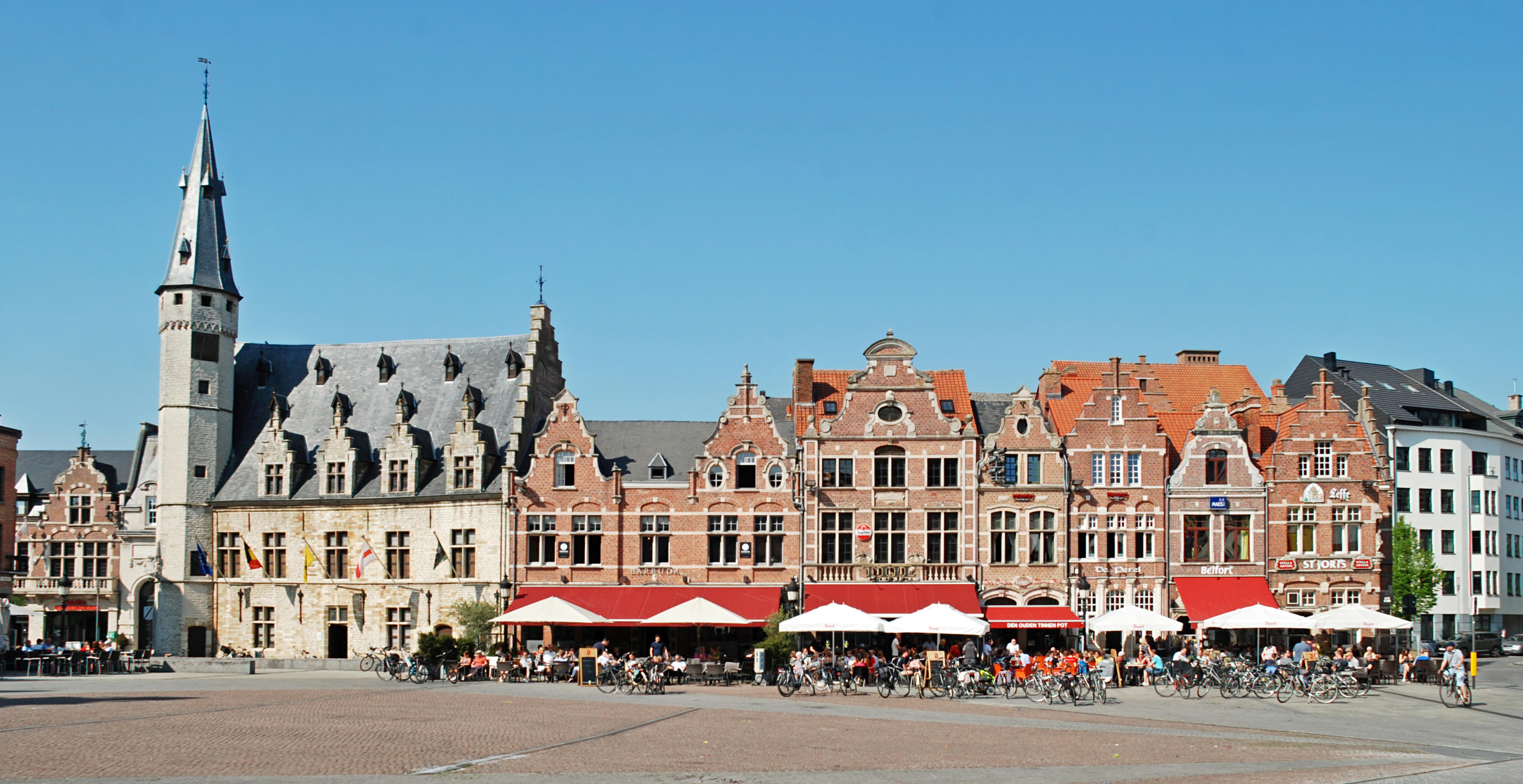
La Halle aux viandes et les maisons du côté nord, détruites par les Allemands en 1914.

## Classement
La Grand-Place de Termonde fait l'objet d'un classement comme site depuis le 7 juin 1996 et d'un classement comme monument depuis le 5 janvier 2004 : elle figure à l'inventaire du patrimoine immobilier de la Région flamande sous la référence 125558.

## Description
Libérée du trafic routier, la Grand-Place est un endroit plein d'atmosphère, accueillant nombre de terrasses et d'événements.
Elle abrite de nombreux monuments classés :
- no 1 : l'Hôtel de ville (Stadhuis)
- no 20 : la Maison de la Tête d'Or (Het Gulden Hoofd)
- no 21-22 : la Maison Navicula (Het Schepelken)
- no 24 : la Maison du Cygne (De Zwane)
- no 30 : la Maison du Pélican (De Pelikaan)
- no 32 : la Halle aux viandes (Vleeshuis)

On y trouve également une statue de palmier en bronze de 5,5 m de haut réalisée en 2005 par le sculpteur anversois Peter Rogiers, une commande de la Ville qui voulait donner un accent vertical à la Grand-Place rénovée en 2004.

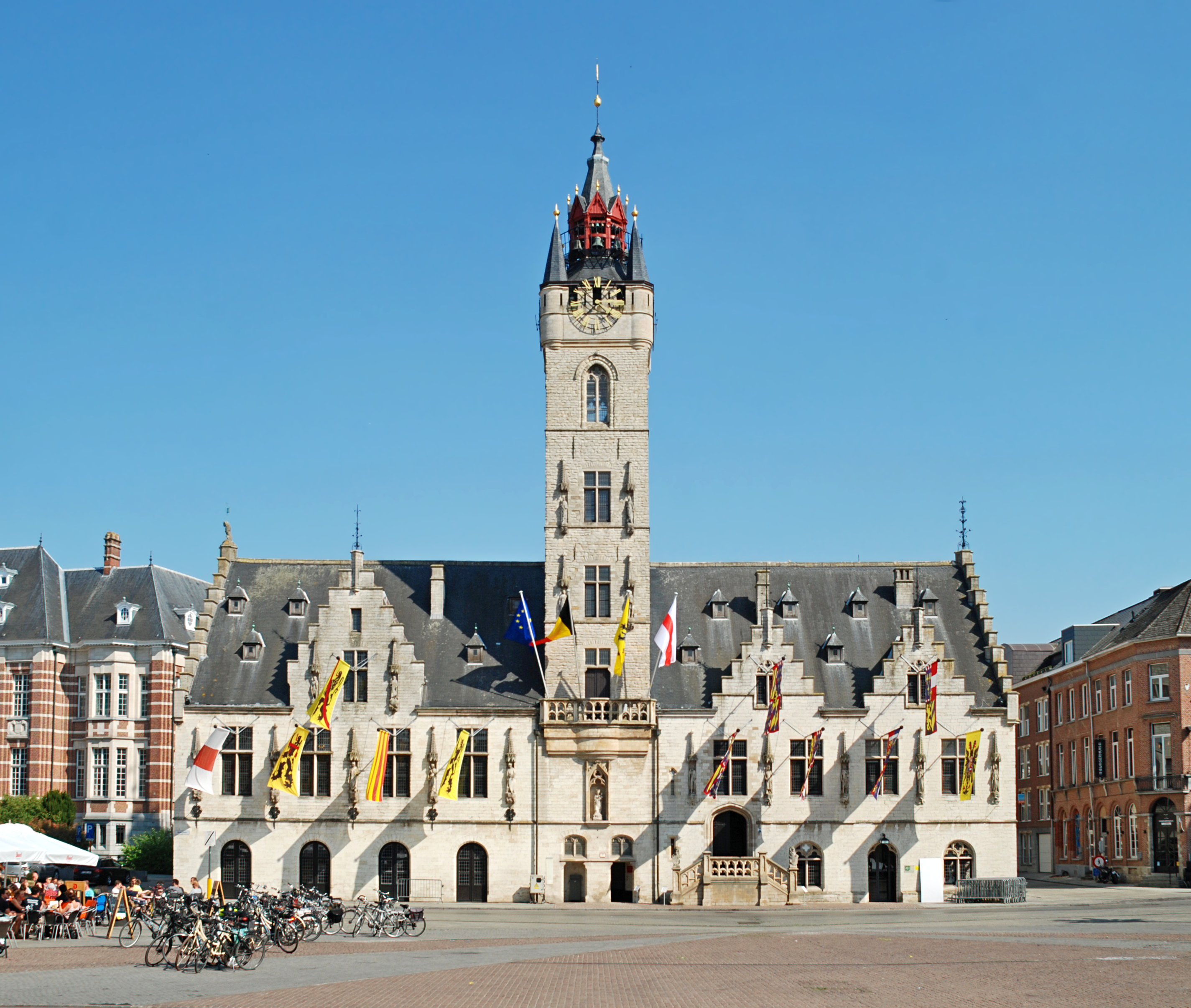
Hôtel de ville (Stadhuis).
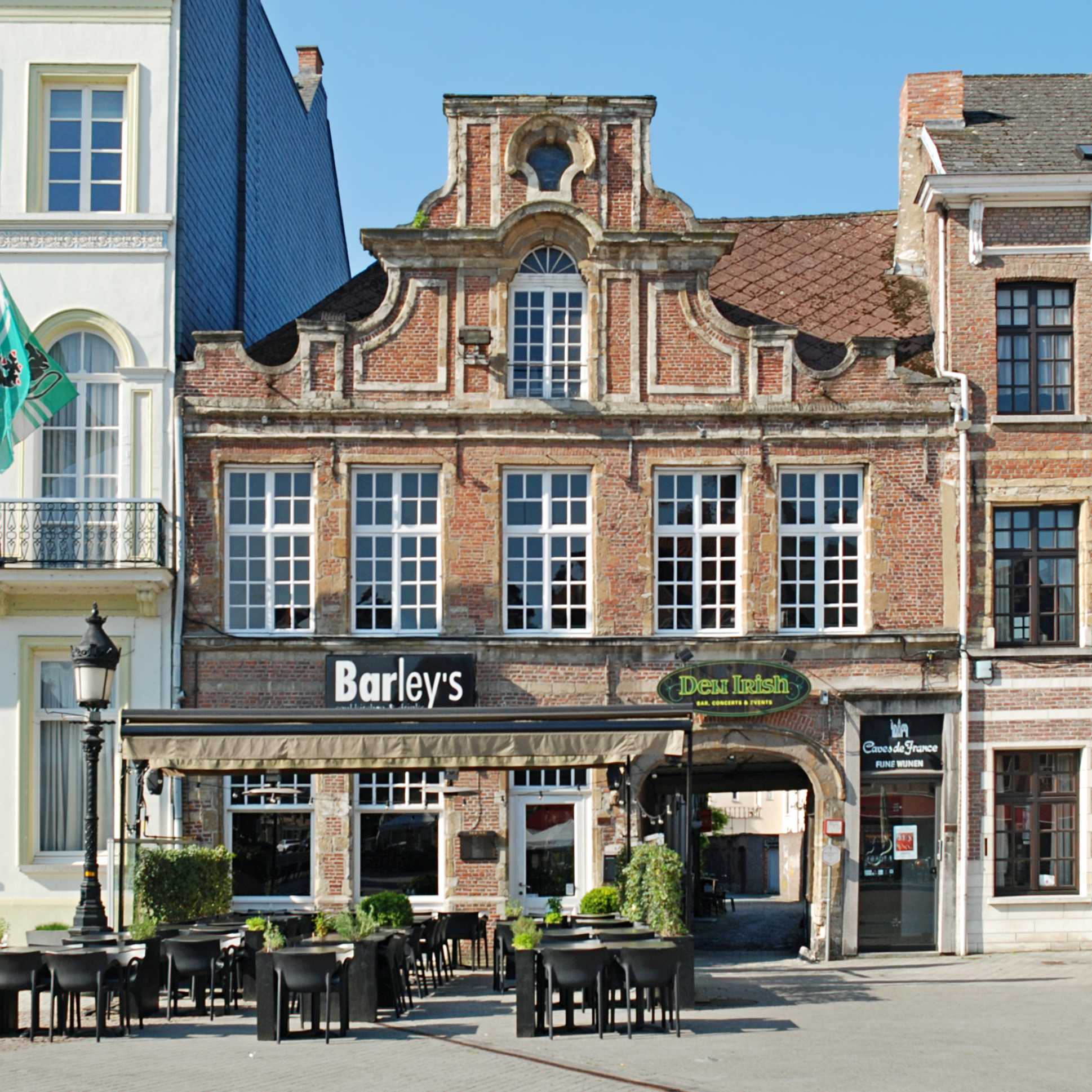
Maison de la Tête d'Or (Het Gulden Hoofd).
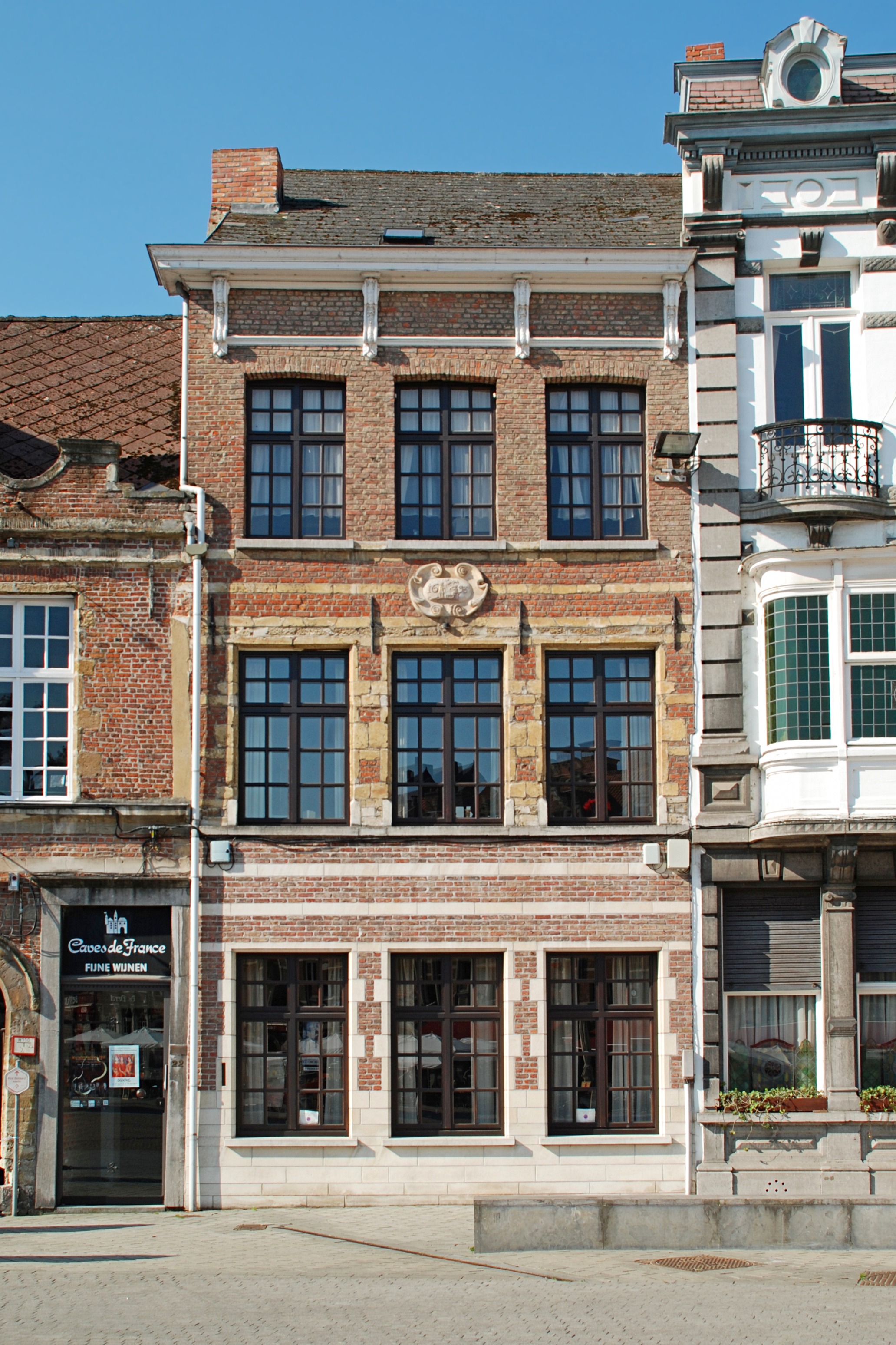
Maison Navicula (Het Schepelken).
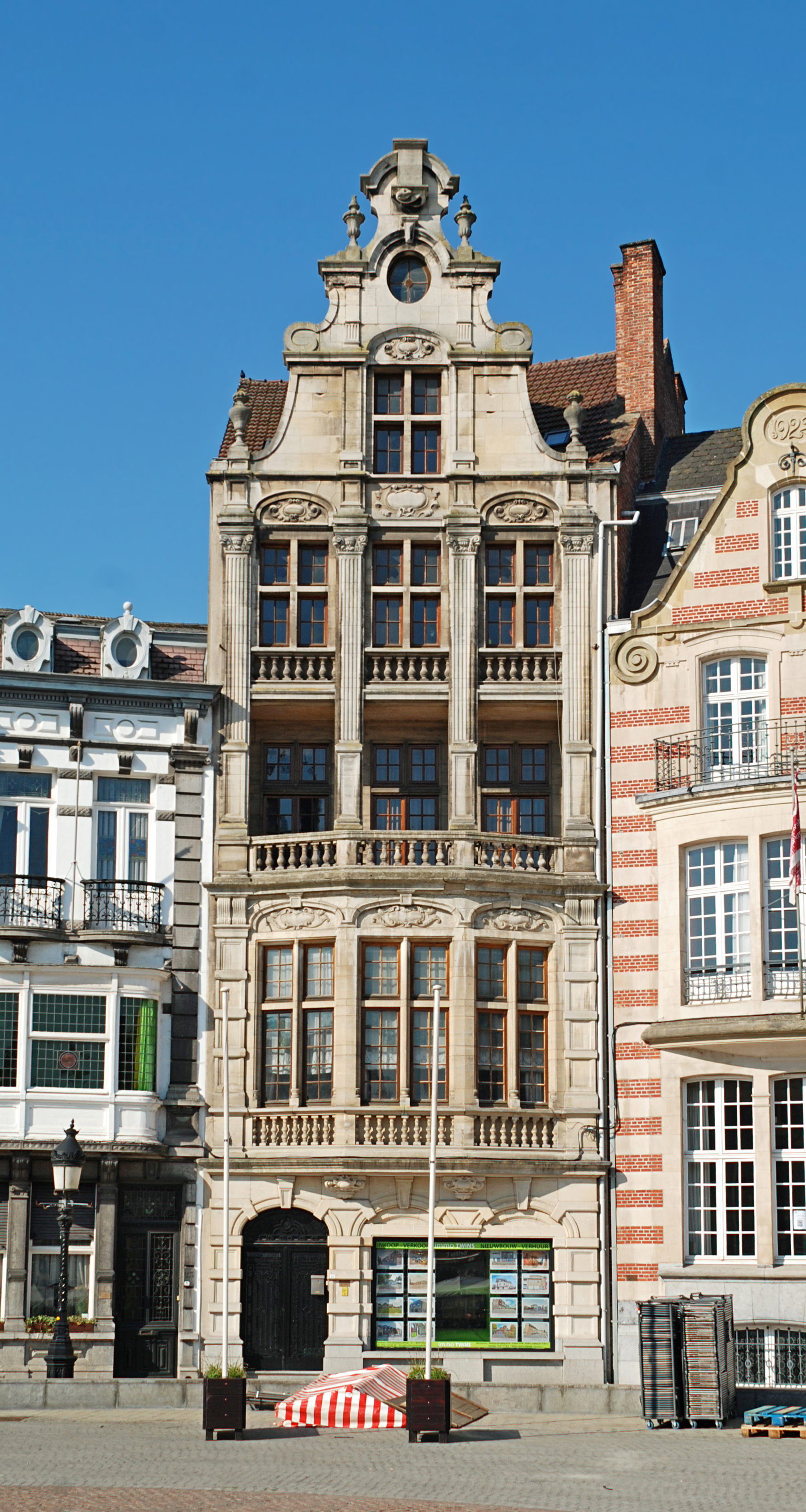
Maison du Cygne (De Zwane).
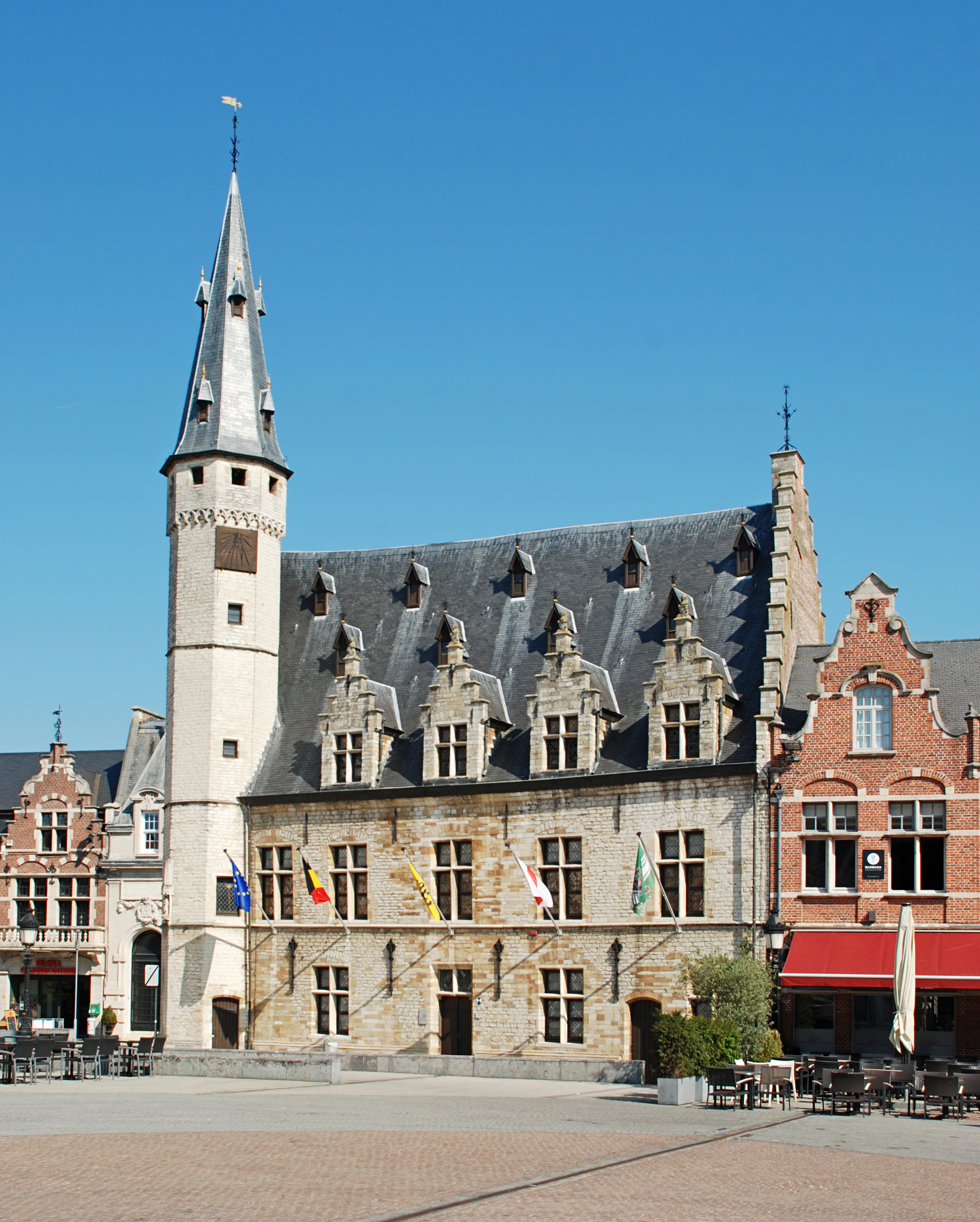
Halle aux viandes (Vleeshuis).